# 6월의 뱀
6월의 뱀(A Snake Of June, 六月の蛇)은 일본에서 제작된 츠카모토 신야 감독의 2002년 미스터리, 드라마 영화이다. 신야 감독의 7번째 영화이며 후반 작업을 통한 푸른 단색 계열 영화로 잘 알려져 있다. 구로사와 아스카 등이 주연으로 출연하였고 츠카모토 신야 등이 제작에 참여하였다.

## 출연

### 주연
- 구로사와 아스카
- 코타리 유지
- 츠카모토 신야

### 조연
- 후와 만사쿠
- 타구치 토모로오
- 테라지마 스스무

## 제작진
- Ass-PD: 가와하라 신-이치
- 미술: 츠카모토 신야
- 의상: Hiroko Iwasaki